# Таня Христова
Таня Венкова Христова е български политик от ГЕРБ, кмет на Габрово от 2011 г. 
в три последователни мандата. 

## Биография
Таня Христова е родена на 19 юли 1971 г. в град Плевен, Народна република България. През 1989 г. завършва ПМГ „Акад. Иван Гюзелев“ в Габрово. През 1995 г. придобива магистърска степен по английска филология, а през 2003 г. по финанси във Великотърновския университет „Св. св. Кирил и Методий“.
Работи като учител по английски език във Велико Търново. След това е консултант на свободна практика в сферата на подготовка и управление на проекти с външно финансиране. От 2008 до 2010 г. заема поста заместник-кмет „Устойчиво развитие“ в община Габрово. От 2010 до 2011 г. е началник на политическия кабинет на Министъра по управление на средства от Европейския съюз.

## Политическа дейност
На местните избори през 2011 г. е кандидат за кмет от ГЕРБ на община Габрово, избрана е на първи тур с 14 364 гласа (или 57,67%).
На местните избори през 2015 г. е кандидат за кмет от ГЕРБ на община Габрово, избрана е на първи тур с 15 219 гласа (или 68,38%).
На местните избори през 2019 г. е кандидат за кмет от ГЕРБ на община Габрово, избрана е на първи тур с 11 292 гласа (или 58,63%).
На местните избори през 2023 г. е кандидат за кмет от ГЕРБ на община Габрово, избрана е на втори тур със 8570 гласа (или 66,58%).